# Дивина сухоцвітова
Дивина сухоцвітова (Verbascum gnaphalodes) — вид квіткових рослин родини ранникових (Scrophulariaceae).

## Біоморфологічна характеристика
Це дворічна рослина. Рослина 70–150 см; молода рослина сніжно-повстяна. Листки дуже великі, довгі, знизу повстяні. Прикореневі листки від ланцетних до еліптичних, 10–50 × 3–15 см, нечітко або чітко городчасті або зубчасті, гострі чи коротко загострені. Суцвіття — довга колосоподібна китиця, проста чи дещо розгалужена. Чашечка 3–6 мм, мікрозалозиста, частки від лінійно-ланцетних до лінійних. Віночок жовтий, 15–25 мм в діаметрі, зовні запушений. Тичинок 5. Коробочка від яйцеподібної до подовжено-циліндричної, 5–8 × 2.5–5 мм.

## Поширення
Крим, Туреччина.
В Україні вид зростає на приморських річкових пісках та галечниках — на ПБК (ок. Ялти), дуже рідко.